# Thuidium subserratum
Thuidium subserratum är en bladmossart som beskrevs av Ferdinand François Gabriel Renauld och Jules Cardot 1894. Thuidium subserratum ingår i släktet tujamossor, och familjen Thuidiaceae. Inga underarter finns listade i Catalogue of Life.